# Haman Karn
Haman Karn (ハマーン・カーン?, Hamān Kān), a volte chiamata Haman Khan, è un personaggio della metaserie di Mobile Suit Gundam. Compare nella seconda metà di Mobile Suit Zeta Gundam e nel seguito Mobile Suit Gundam ZZ come antagonista principale. Ha anche un ruolo importante nel manga Char's Deleted Affair: Portrait of a Young Comet.

## Storia

### I primi anni
Come figlia di Mahraja Karn che ha guidato le forze del Principato di Zeon fuggite su Axis, Haman prese il ruolo di suo padre su raccomandazione di Char Aznable, nell'anno 0083 della Universal Century. All'età di sedici anni Haman si ritrovò a comandare una comunità di soldati sopravvissuti di Zeon demoralizzati. Nonostante la sua giovane età, il carisma e la determinazione di Haman le permisero di risollevare gli animi dei soldati di Zeon per la nuova invasione della Terra. Come reggente di Mineva Lao Zabi, l'ultimo membro rimasto in vita della famiglia Zabi, Haman fu la vera leader di Axis (successivamente rinominato Neo Zeon), che si trova in un enorme asteroide. I suoi obbiettivi furono la restaurazione della famiglia Zabi e la conquista dei territori della Federazione Terrestre istituendo una monarchia. Ispirata dalle idee di Zeon Zum Deikun, la fazione di Axis mirava anche all'eliminazione delle vecchie istituzioni della Federazione e le barriere commerciali e le tariffe che avevano afflitto le colonie spaziali da prima della Guerra Di Un Anno nell'anno 0079.
L'Astuta e ambiziosa Haman era una Newtype molto potente, un'abile pilota di Mobile Suit e nutriva dei sentimenti romantici per Char Aznable. Char fu inizialmente mandato sulla Terra nell'anno 0083 agendo da spia per Axis, ma Haman rimase amaramente delusa quando Char rivelò che non condivideva i suoi stessi scopi e che non aveva più intenzione di aiutarla.
Il Mobile Suit personale di Haman è il AMX-004 Qubeley, equipaggiato con un sistema Psycommu e 12 armi laser guidate a distanza chiamate Funnel.

### Il Conflitto di Gryps
L'Axis di Haman usò la sua influenza politica e monetaria per tenersi in vantaggio rispetto all'AEUG e ai Titans ed entrambe le fazioni dovettero cercare di convincere Axis a schierarsi dalla loro parte. L'influenze monetaria fu principalmente dovuta al fatto che Axis usa un sistema monetario basato su del vero oro e argento, che si dimostrò superiore al sistema economico della Federazione che si è ritrovata in recessione dalla fine della Guerra Di Un Anno. L'AEUG entrò in negoziazioni con Axis sperando di allearsi con essa contro i Titans, ma le negoziazioni cessarono quando Quattro Bajeena(alias di Char Aznable) cercò di attaccare Haman e Axis si schierò temporaneamente dalla parte dei Titans. La guerra culminò in una battaglia finale fra Kamille Bidan e Char, che rappresentarono l'AEUG, Haman Karn e Paptimus Scirocco, che rispettivamente rappresentarono Axis e i Titans, concludendosi con Kamille che uccide Scirocco e Haman che riesce a sconfiggere lo Hyaku Shiki di Char. Anche se si è comportata come se avesse superato la delusione del rifiuto di Char, Haman ha cercato varie volte di convincerlo a tornare dalla parte di Axis e fu rattristata dall'idea di averlo ucciso.

### La Prima Guerra di Neo Zeon
Dopo il Conflitto di Gryps, Axis ottenne un grande vantaggio strategico, e i sogni di Haman sembravano diventare realtà. Come prossima mossa, mandò dei gruppi di soldati in varie colonie per poi invadere Dakar, la capitale della Federazione Terrestre, espandendo la sua influenza in nord Africa. Il principale ostacolo per i piani di conquista di Haman si manifestò presto nella forma dei nuovi membri dell'AEUG, in particolare Judau Ashta, il pilota del ZZ Gundam. I due si scontrarono in molte occasioni, con Haman che cercò di convincere Judau a schierarsi dalla sua parte, ma Judau rifiutò essendo sospettoso degli obbiettivi e motivazione di Haman. Tuttavia, discussero sui loro punti di vinta, arrivando a una comprensione dell'uno verso l'altro. Quando si incontrarono a Dakar, Haman sparò accidentalmente a Leina, la sorella di Judau, facendo infuriare quest'ultimo che scatenò i suoi poteri di Newtype in maniera spaventosa che riuscì a terrorizzare la solitamente fredda Haman.
Quando l'invasione della Terra viene messa in una fase di stallo a causa di varie resistenze, Haman decise di usare nuovi metodi, come far cadere una colonia sulla città di Dublino in Irlanda, per costringere la Federazione alla resa. Curiosamente, il governo della Federazione decise di non far evacuare Dublino, lasciando morire gli abitanti per far ridurre la popolazione in eccesso. Un ministro della Federazione espresse in privato la sua mancanza di interesse con la frase  non ha importanza, almeno avremmo meno bocche da sfamare .
Dopo una sequenza di sgradevoli eventi, Haman sembrava essere sulla via per la vittoria. Sfortunatamente per Haman, uno dei suoi subordinati, Glemy Toto, ebbe una grande sete di potere e formò una propria fazione per far cadere Haman, causando una guerra civile all'interno di Neo Zeon.
La Federazione ne approfittò per mandare l'AEUG ad attaccare il territorio di Neo Zeon e le forze rimaste di Haman dopo la sconfitta di Glemy.
Haman si ritrovò accerchiata e rimase frustrata dal modo in cui si sono svolti gli eventi a suo sfavore. Durante la battaglia finale, Judau con il ZZ Gundam affronta il Qubeley pilotato da Haman. Le idee di Judau e Haman si scontrarono durante il duello. Judau sostiene che le persone non dovrebbero sempre decidere da sole, ma Haman rispose dicendo che non ha sentito il bisogno di cambiare se stessa per soddisfare altri. Venne trattato anche l'argomento dei Newtype, Judau cercò di convincere Haman con una visione degli spiriti degli individui che morirono in combattimenti inutili. Haman chiese a Judau se la sua visione dei Newtype sia l'unica valida. Judau implorò Haman di rinunciare alle sue ambizioni, dicendole che sta intrappolando se stessa, ma a quel punto Haman fu decisa di combattere fino alla fine.
Haman rispose dicendo che isolarsi dal resto dell'umanità l'ha resa più forte sostenendo che tutti gli umani sono destinati ad essere soli. Prima che Haman potesse dare il colpo di grazia al ZZ Gundam, Judau riuscì ad anticipare il suo attacco e a danneggiare gravemente il Qubeley.
Haman si rese conto di aver perso con il suo Qubeley danneggiato e circondata dalle forze della Federazione e accusò Judau di avere una mentalità ingenua e semplicista e che per colpa di individui come lui che la Terra continuerà ad essere governata da incapaci.
Haman si suicidò andandosi a schiantare contro un meteorite dopo aver detto a Judau che è stata felice di aver incontrato una persona gentile come lui.

## Altri media
- Haman Karn compare frequentemente nei videogiochi basati su Gundam e nella serie di Super Robot Taisen sia come antagonista che personaggio giocabile.